# Даниельсен, Маркус
Ма́ркус Клайн Дание́льсен (фар. Markus Klein Danielsen; род. 30 января 2009, Торсхавн, Фарерские острова) — фарерский футболист, нападающий клуба «НСИ».

## Клубная карьера
Маркус является воспитанником рунавуйкского «НСИ». В сезоне-2024 он выступал за юношескую команду столичного «Б36». С ней нападающий выиграл Кубок Кэдбери, в финальной встрече с «Викингуром» он отметился покером, а также был признан лучшим её игроком. В октябре 2024 года Маркус покинул «Б36» и отправился в Данию, где ему предстояло пройти просмотр в нескольких местных футбольных клубах. Не сумев найти команду в Дании, форвард вернулся на Фарерские острова и начал рассматривать предложения от клубов высшего дивизиона архипелага.
Нападающий успешно прошёл просмотр в родном «НСИ» и 2 февраля 2025 заключил с этим клубом двухлетний контракт. Его дебют в фарерской премьер-лиге состоялся 17 мая 2025 года: в матче с «Сувуроем» он вышел на замену на 76-й минуте вместо Байнира Нольсё.

## Международная карьера
Маркус представляет родной архипелаг на юношеском уровне. В 2023 году он провёл 3 международных матча за юношескую сборную Фарерских островов (до 15 лет). С 2025 году нападающий защищает цвета юношеской сборной Фарерских островов (до 17 лет) и имеет на своём счету 3 сыгранные встречи.